# Kościół św. Stanisława Kostki w Poznaniu
Kościół świętego Stanisława Kostki – parafialny kościół rzymskokatolicki w Poznaniu. Znajduje się przy ulicy Tadeusza Rejtana 8 na poznańskich Winiarach. Od 2017 r. wielkopostny kościół stacyjny.

## Historia
Zbudowany w latach 1930–1932 według projektu Stefana Cybichowskiego. W 1932 budowę wizytował prezydent Cyryl Ratajski, a konsekracji świątyni dokonał kardynał August Hlond 1 listopada 1932. W 1933 roku wzniesiono obok kościoła charakterystyczną, wolno stojącą dzwonnicę o wysokości 34 metrów, połączoną z bryłą świątyni krytym łącznikiem. Przed 1936 zamontowano w kościele pięć witraży, z których największy był w prezbiterium i przedstawiał Wniebowzięcie Najświętszej Maryi Panny. Jego autorem był Stanisław Powalisz, a fundatorem koło Żywego Różańca. Wszystkie witraże uległy zniszczeniu w czasie bitwy o Poznań w 1945.
Położenie na przedpolu Cytadeli sprawiło, że w czasie walk zimą 1945 roku kościół poważnie ucierpiał.

## Architektura
Świątynia zbudowana została na planie prostokąta. Jest to kościół halowy trzynawowy zamknięty absydą, utrzymany w stylu neoklasycystycznym. Fasada od strony zachodniej to wysoki portyk wsparty na sześciu kolumnach w porządku jońskim.

## Wnętrze kościoła
Wnętrze podzielone na trzy nawy rozdzielone dwoma arkadami wspartymi na kolumnach jońskich. Kolejne cztery kolumny podpierają sklepienie w absydzie. Nawy przykrywają sklepienia kolebkowe ozdobione w nawie głównej kasetonami.

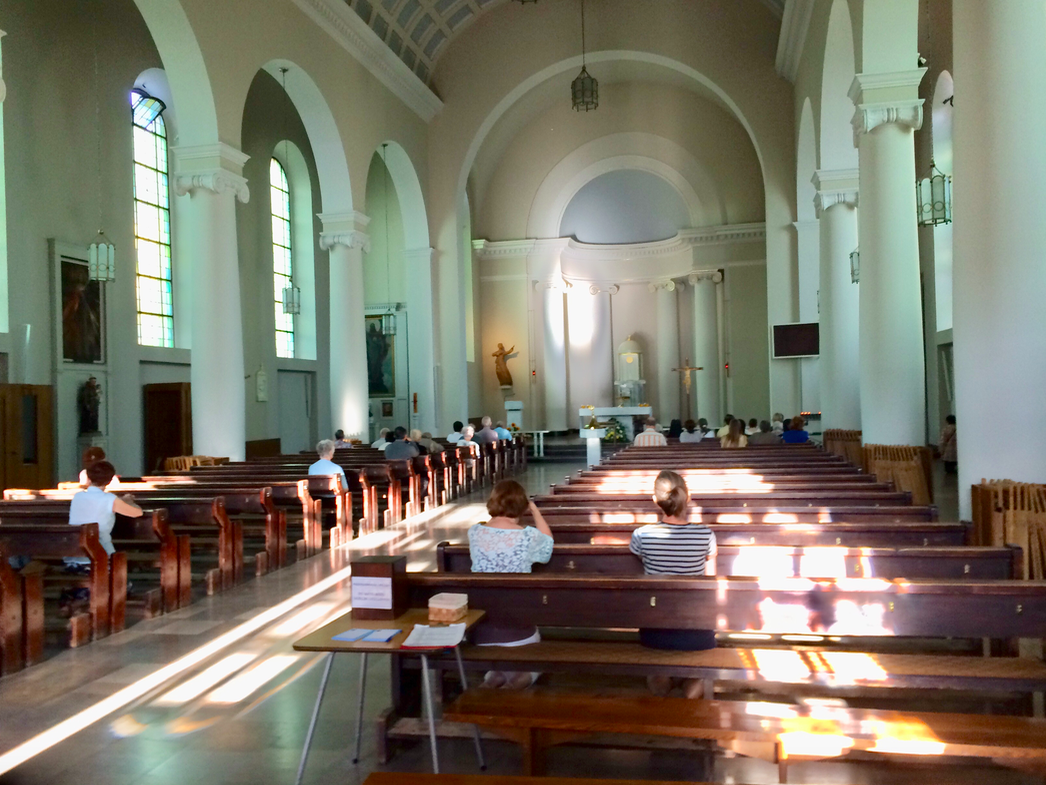
Wnętrze kościoła

Pierwotny ołtarz główny poświęcił w 1934 proboszcz Stefan Kaczorowski. Miał wysokość 6,38 metra i zawierał zamówiony w 1933 obraz przedstawiający Pana Jezusa autorstwa Tadeusza Pruszkowskiego. Autor oparł kompozycję na wezwaniu litanii: Serce Jezusa, w którym mieszka cała pełnia bóstwa – zmiłuj się nad nami. Obraz w złoconej ramie flankowały dwa pilastry sięgające do klasycznego gzymsu i ozdobione liśćmi laurowymi. W centralnej części gzymsu znajdował się kartusz z rzeźbą pelikana karmiącego własną krwią pisklęta (symbol miłości ofiarnej). Po bokach kartusza umieszczone były dwa rogi obfitości pełne złoconych róż. Nad kartuszem znajdował się krzyż z koroną cierniową. Pod tabernakulum, na froncie mensy ołtarzowej wyrzeźbiono łódkę z wydętym żaglem. Ołtarz był fornirowany mahoniem. Został zniszczony przez Niemców w czasie okupacji.
W 1937 zamówiono pierwsze dwa konfesjonały szafowe wyprodukowane w Fabryce Sprzętów Kościelnych Drukarni i Księgarni św. Wojciecha. Zaprojektował je architekt P. Wasiewicz. W październiku 1937 w tym samym zakładzie i u tego samego architekta zamówiono fornirowaną mahoniem ambonę. Jej montaż nastąpił w styczniu 1938. Składała się ona z dwóch części: kielicha-walca i daszku z drewnianą figurą Dobrego Pasterza z laską w ręce i owcą na ramionach. Na cokole figury wyryto napis: Jam jest Pasterz Dobry. Pod daszkiem umieszczono wizerunek gołębicy w złotych promieniach. Na froncie dolnej części ambony wyryty był napis z Ewangelii św. Łukasza: Błogosławieni, którzy słuchają słowa Bożego i strzegą Go. Po ambonie zachował się tylko rysunek techniczny, gdyż zniszczyli ją Niemcy w czasie II wojny światowej. Na podstawie tego rysunku proboszcz Czesław Garstecki polecił zrekonstruować ambonę w 1947 z drewna dębowego i (w odróżnieniu od oryginału) z ażurowymi prześwitami w dolnej części.
Drugi ołtarz kościoła winiarskiego odsłonięto 5 lipca 1950, a zaprojektował go inż. S. Morawski. W jego centrum umieszczona była figura św. Stanisława Kostki, która wcześniej (od 1923) zdobiła ołtarz pierwszej kaplicy przy ul. Winiarskiej.
Trzecie wyposażenie wnętrza pochodziło z lat 80. XX wieku. W prezbiterium centralne miejsce zajmował dębowy krucyfiks z 1981 dłuta Lecha Czuby o wysokości 6,58 m. Po jego bokach stały rzeźby świętego Stanisława Kostki oraz Matki Boskiej Fatimskiej autorstwa Bogdana Puchalskiego. W ołtarzach bocznych ocalone z wojennej pożogi, pochodzące z lat 1933–1936 obrazy: po lewej Serca Jezusowego, a po prawej Matki Boskiej Ucieczki Grzesznych. Na ścianach naw bocznych obrazy: Miłosierdzia Bożego pędzla Lidii Ignaszewskiej i święty Józef autorstwa Aleksandry Kołaczyk. Ponadto w ściany wmurowano trzy tablice upamiętniające: 400-setną rocznicę śmierci świętego Stanisława Kostki, zmarłych proboszczów i parafian oraz ofiary II wojny światowej.
Nad wejściem znajduje się empora z dopełniającymi wystroju organami.
W 2016 wnętrze wyremontowano, a w 2017 w prezbiterium umieszczono nowe ławy, postawiono dwa nowe konfesjonały i odnowiono stacje drogi krzyżowej.

## Obraz MB Ucieczki Grzesznych
W 1935 proboszcz, ks. Stefan Kaczorowski nawiązał kontakt z siostrą Magdaleną Hekker (urszulanką z Sieradza), której zaproponował namalowanie obrazu ołtarzowego przedstawiającego Matkę Boską Ucieczkę Grzesznych. Siostra sporządziła wstępny szkic, a następnie stworzyła w Sieradzu właściwy obraz olejny. Przedstawia on Matkę Boską z Jezusem na lewej ręce unoszącą się nad Poznaniem. W prawym dolnym rogu widoczna jest katedra poznańska i kościół Najświętszej Marii Panny, potem zabudowa miejska i wzgórze winiarskie z kościołem, który ma wieżę zakończoną kopułą. Prawa ręka Maryi zawieszona jest nad tą świątynią, wyposażona w różaniec i szkaplerz oraz lekko promienieje w stronę wieży. Krzyżyk różańca wskazuje dokładnie dach nawy południowej, gdzie do dziś znajduje się obraz. Postacie przedstawiono naturalistycznie. Matka Boska ubrana jest w ultramarynowy płaszcz, wykwintnie udrapowany, stanowiąc centrum optyczne dzieła.
W 1936 obraz umieszczono w drewnianym ołtarzu projektu P. Wasiewicza, o wysokości 6,38 metra, wykonanym w poznańskiej fabryce sprzętów kościelnych Drukarni i Księgarni św. Wojciecha. Był fornirowany drewnem orzechowym i miał kwadratowe pilastry po bokach zwieńczone wyobrażeniem kagankowych latarni ze złoconymi płaskorzeźbami. Pomiędzy kagankami znajdowała się bogato zdobiona, okrągła tarcza z Sercem Maryi w promieniach i srebrną lilią. W sercu tkwił miecz, a obok znajdowało się dodatkowe sześć mieczy, co łącznie miało wyobrażać Siedem Boleści Maryi. Tarczę zwieńczała złota korona z krzyżem i napisami R.P. 1936 oraz Ucieczko grzesznych módl się za nami. W dolnej strefie ołtarza znajdował się inicjał maryjny w różańcowym ornamencie. Ołtarz poświęcił proboszcz Kaczorowski 15 sierpnia 1936. Zniszczyli go Niemcy w czasie okupacji. Jedyną ocalałą częścią jest tabernakulum przeznaczone przez robotników na skrzynkę na gwoździe i w ten sposób uchronione.

## Relikwiarze
Przed II wojną światową kościół miał dwa relikwiarze przenośne. Najstarszy zawierał relikwie patrona świątyni, św. Stanisława Kostki i miał formę złoconego krzyża z wygrawerowanym napisem: Dar J. i M. Jaworowskich 13.11.1931 - Kościół paraf. św. Stanisława Kostki w Poznaniu. Fundatorami byli Jaworowscy z ul. Obornickiej. Relikwiarz ten ukryto przed Niemcami i dzięki temu przetrwał wojnę. Jest obecnie wystawiany wiernym do ucałowania, głównie podczas odpustu patrona. Drugim relikwiarzem była srebrna szkatuła z fragmentem kości św. Andrzeja Boboli (kanonizowanego w 1938), który zaginął w czasie II wojny światowej.

## Otoczenie
Na terenie kościelnym znajduje się dom parafialny wzniesiony w latach 1980–1982 i grota Matki Bożej z Lourdes z 1990 roku.
Przy parkingu 19 września 2014 posadzono dąb pamiątkowy upamiętniający postać Stanisława Bręczewskiego, policjanta urodzonego na Winiarach 2 października 1911, ofiarę zbrodni sowieckiej, zamordowanego w Twerze w kwietniu 1940.